# Torres (Cantabria)
Torres es una localidad española del municipio de Torrelavega, perteneciente a la comunidad autónoma de Cantabria.

## Geografía
La localidad está a una altitud de 25 m s. n. m. y a una distancia de 1,1 kilómetros de la capital municipal, Torrelavega.

## Historia
Hacia mediados del siglo XIX, el lugar, ya por entonces perteneciente al municipio de Torrelavega, tenía contabilizada una población de 170 habitantes. Aparece descrito en el decimoquinto volumen del Diccionario geográfico-estadístico-histórico de España y sus posesiones de Ultramar de Pascual Madoz con las siguientes palabras:

TORRES: ald. en la prov., y dióc. de Santander, part. jud., y ayunt. de Torrelavega, aud. terr. y c. g. de Búrgos. sit. en terreno desigual; su clima es muy sano. Tiene 36 casas, igl. parr. (San Pedro) servida por un cura de ingreso y presentacion del diocesano en patrimoniales; una ermita (Ntra. Sra. del Milagro), y buenas aguas potables. Confina con Ganzo, r. Besaya, Mijarojos y Puente de San Miguel. El terreno es de secano en su mayor parte; solo durante el invierno se riegan algunos prados. Pasan por el térm. los r. Besaya y Saja ya reunidos. Hay algun arbolado de roble y matas bajas, y varios prados naturales. Los caminos dirigen á las ald. inmediatas, escepto uno que va á Asturias. recibe la correspondencia en Torrelavega cada interesado de por sí. prod.: maiz, trigo, patatas, alubias y alguna hortaliza; cria ganado vacuno, lanar y algunos potros; caza de liebres, y pesca de anguilas, truchas y rarísima vez salmones. pobl.: 34 vec., 170 alm. contr. con el ayunt.
(Madoz, 1849, pp. 100-101)

En 2023, la entidad singular de población de Torres tenía empadronados 1033 habitantes, todos ellos en el núcleo de población de ese nombre.